# Kazi Nazrul Islam
Kazi Nazrul Islam (Bengalî : কাজী নজরুল ইসলাম), né le 25 mai 1899 et mort le 29 août 1976, est un poète, musicien, révolutionnaire et philosophe du Bangladesh considéré comme le pionnier et une figure incontournable de la poésie musulmane bengalie. Surnommé le « poète rebelle » à cause de son poème Vidrohi — Le Rebelle —, sa poésie a marqué le début d'une nouvelle ère poétique bengalie, rebelle et réaliste, en opposition à la tradition poétique d'alors empreinte de nostalgie et principalement tournée vers le passé.
Quoiqu'il soit presque inconnu en Occident, il est en fait encore plus populaire dans son pays que Tagore ; ses chansons sont toujours chantées et même constituent un genre et un répertoire à part : la Nazrul-Giti.

## Biographie
Né dans une famille pauvre, son père était un imam de mosquée de village. Quand il mourut, Nazrul dut abandonner ses études et le remplacer pour faire vivre sa famille.
Heureusement son talent et des rencontres heureuses lui permirent d'entreprendre une carrière littéraire.
Il est très admiré de Rabindranath Tagore, dont il diffère pourtant fortement par son milieu social (pauvre, et musulman), par son inspiration plus moderne, par son admiration de la Révolution russe de 1917, par les thèmes nouveaux qu'il a introduits dans la poésie, ou par sa participation active dans la lutte contre la domination britannique (il est allé en prison où il a composé un célèbre poème). Cependant, comme lui, il a un talent à multiples facettes : journaliste, romancier, poète, compositeur de chansons qu'il a lui-même chantées et enregistrées...
Quoique musulman, il a utilisé dans ses poèmes tout autant les thèmes les mythes et les images de l'hindouisme que ceux de l'islam. Il s'opposa farouchement et résolument aux superstitions et aux intolérances religieuses, et à ce qu'en anglais de l'Inde on appelle "communalisme" et  bigotry. Il épousa une hindoue, Pramila Devi (1908-1962), ce qui lui causa de gros problèmes avec sa famille.
En 1942, à la suite d'une chute, il reste à demi-inconscient et perd l'usage de la parole. Aucun des multiples traitements qui seront administrés n'arriveront jamais à le ramener à un état normal.
Après de longues années dans des hôpitaux au cours desquelles, selon ses infirmières, il aimait écouter de la musique et quand on lui faisait écouter ses poèmes il pleurait, Kazi Nazrul décéda.
Dans l'un de ses poèmes, il avait émis le souhait d'être enterré dans un lieu d'où il pourrait « entendre l'appel à la prière. » Il a donc été enterré dans le jardin de l'université de Dacca près de la mosquée de celle-ci.
La chanteuse Firoza Begum (1930-2014) fut brièvement son élève et contribua à la popularisation de ses œuvres.

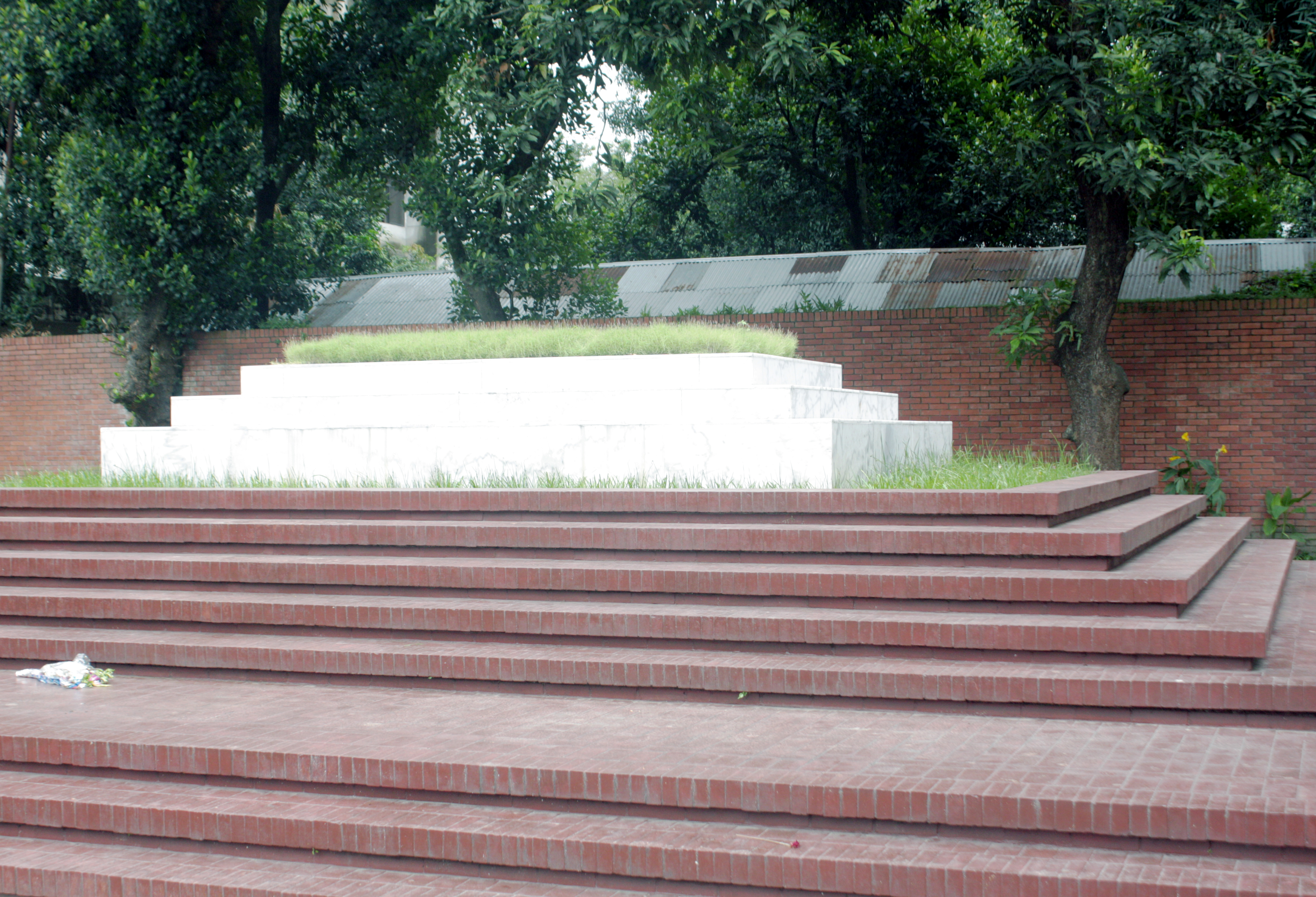
Mausolée de Kazi Nazrul